# Boleslas Gajewski
Boleslas Gajewski, filho de Vincent Gajewski (presidente do Comitê Central para o estudo e progresso do Solresol), publicou uma gramática sobre a língua musical Solresol em 1902.

## Obra
- Grammaire du Solresol, ou langue universelle de Fr. Sudre. Paris, 1902.